# 理查德·李·阿米蒂奇
理查德·李·阿米蒂奇（英語：Richard Lee Armitage，1945年4月26日—2025年4月13日），美国政治人物，「阿米塔吉國際」創辦人。他在小布什政府时期任副國務卿，是當時美国国务院第二号人物。越南姓名陳文富。

## 生平
1967年，阿米蒂奇從美國海軍學院畢業，成為美國海軍少尉，參加越戰。1973年，《巴黎和平協約》成立，阿米蒂奇因拒絕停戰而被勒令退伍，同年進入美國駐南越國防武官辦事處擔任文職人員；並於1975年西貢易幟前，緊急組織了南越海軍艦艇和人員的撤離行動。1981年，阿米蒂奇擔任雷根政府的美國國防部代理次長。1987年，日本爆發東芝事件，阿米蒂奇反對美國對日本實行經濟制裁。
2001年3月23日，美国参议院正式批准阿米蒂奇为副国务卿。2001年3月26日，阿米蒂奇正式就职副国务卿。2002年8月26日，阿米蒂奇在北京市表示，美國既不支持也不反對台灣獨立。
2003年美伊戰爭開戰前，阿米蒂奇將中央情報局（CIA）情報員瓦萊麗·普拉姆（Valerie Plame）的名字洩密，以讓小布什政府打宣傳戰時取得上風；這段過程稱為普拉姆事件，改編成2010年電影《不公平的戰爭》。2004年7月，阿米蒂奇表示，《日本國憲法》第九條是《美日安保條約》的障礙。
2004年12月10日，阿米蒂奇接受美國公共電視網（PBS）新聞節目《查理羅斯秀》（Charlie Rose）專訪時說，中國崛起過程中，美國與中國的關係絕不是「中國贏，美國就輸」的零和遊戲，美中關係最大的地雷大概是台灣，「我們都同意只有一個中國，台灣是中國的一部分」（We all agree that there is but one China, and Taiwan is part of China.），《台灣關係法》並沒有規定美國必須保衛台灣；他也說，如果台灣受到中國攻擊，美國是否宣戰，必須由美國國會決定。
2005年2月11日，阿米蒂奇創辦阿米塔吉國際。2005年2月22日，阿米蒂奇卸任副国务卿。2008年美國總統選舉，阿米蒂奇為約翰·麥肯策劃亞洲外交政策綱領。
2014年2月27日，阿米蒂奇在美日研究所（U.S.-Japan Research Institute）舉行的「中日關係變局對美日聯盟的意涵」（Sino-Japan Dynamics and Implications for the U.S.-Japan Alliance）研討會說，當前美日關係情況不太好，日韓關係很糟也不是秘密，韓裔美國人把日韓爭端帶到美國本土，中國大陸樂見這些情勢，美國夾在中間都不討好；日本與美國都有茶黨問題，許多來自日方的評論聽來糟糕、毫無助益；慰安婦議題反映日本的道德觀，日方應做表率；日本首相安倍晉三的外交政策其實對東南亞和南亞用心極深，但在慰安婦議題上令他大感失望。
2025年4月13日，阿米蒂奇因肺栓塞病逝，享壽79歲。

## 荣誉

### 外国勋章奖章
- 旭日大绶章（日本，2015年11月3日公布[7]）

## 註解
1. ↑  “陳”姓來自越南共和國海軍聖祖陳興道，“文”是越南常見的男性墊名，“富”字意爲富有，對應英文名“Richard”中的“Rich”。
2. ↑  Điệp Mỹ Linh.  (PDF).   [2022-05-04]. （原始内容 (PDF)存档于2011-10-08）.
3. ↑  . 《中國日報》. 2004-12-23  [2020-03-01]. （原始内容存档于2020-08-09） （英语）.
4. ↑  . 公共廣播電視公司. 2004-12-10  [2020-03-01]. （原始内容存档于2020-03-01） （英语）.
5. ↑  廖漢原. . 中央通訊社. 2014-02-28  [2014-03-01]. （原始内容存档于2017-10-09）.
6. ↑  . The Taipei Times. 2025-04-16 （英语）.
7. ↑  （日語） (PDF). 内阁府. 2015-11-03  [2022-05-07]. （原始内容存档 (PDF)于2022-01-18）.

| 前任： 斯特罗布·塔尔博特 | 美国常务副国务卿 2001年-2005年 | 繼任： 罗伯特·佐利克 |